# Tarambola-dourada-europeia

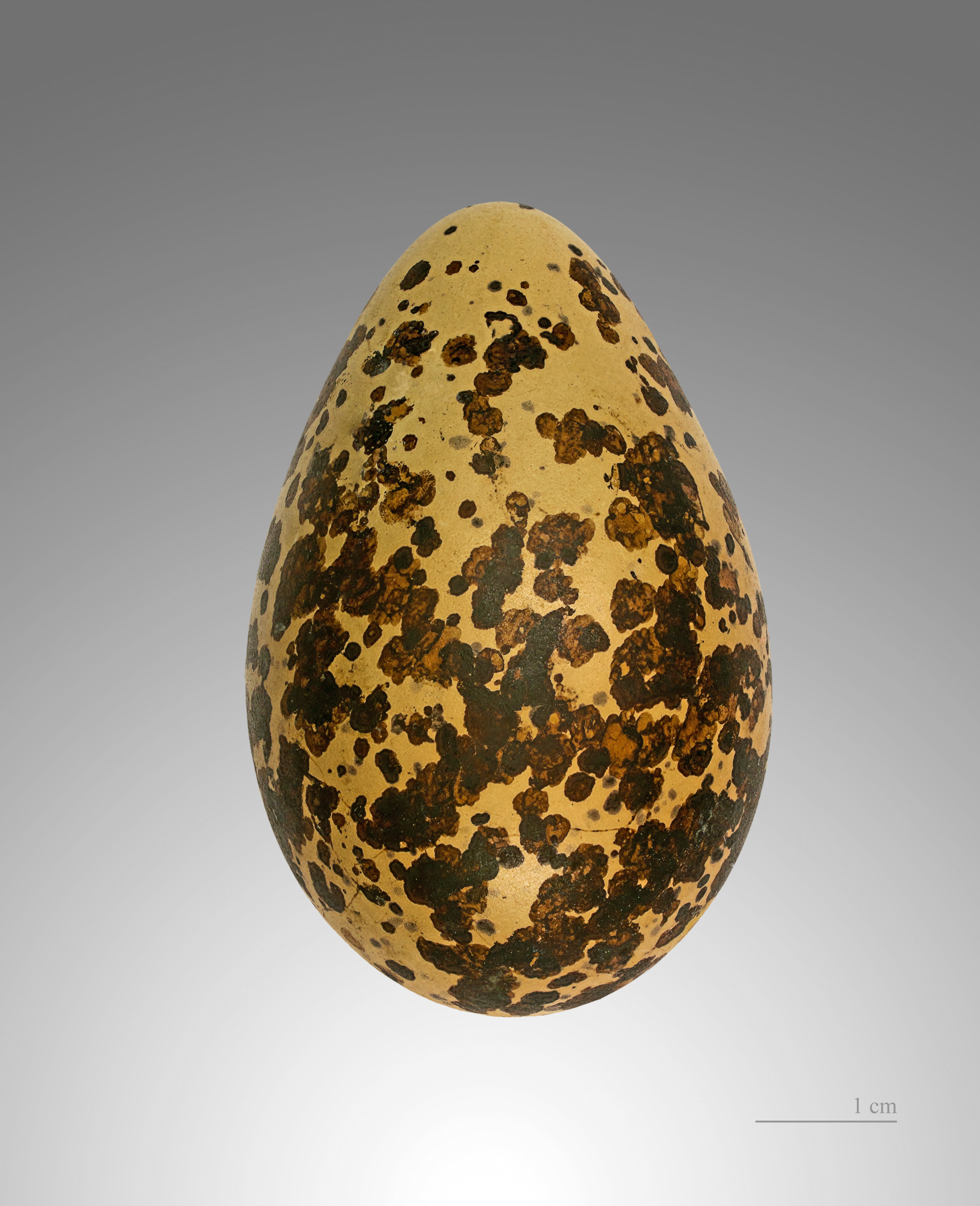
Pluvialis apricaria

A tarambola-dourada-europeia (Pluvialis apricaria) é uma ave da família Charadriidae.
Maior que os borrelhos, caracteriza-se pela plumagem acastanhada com pintas brancas, pelo bico espesso e curto e pelas patas pretas. Frequenta terrenos agrícolas, muitas vezes na companhia de abibes, espécie com a qual mantém uma relação de simpatria.
Nidifica nas montanhas do norte da Europa e inverna no sul do continente. Em Portugal ocorre durante os meses mais frios.

## Nomes comuns
Dá ainda pelos seguintes nomes comuns: tarambola, dourada, douradinha, pildra e pildra-dourada.

## Etimologia
Quanto ao nome científico, o género pluvialis provém do latim e significa «imbrífero; o que traz a chuva», do étimo latino pluvia, que significa «chuva». Tal notação advém da crença romana de que as tarambolas-douradas se reuniam, quando a chuva era iminente. Quanto ao nome da espécie, apricaria é uma declinação do étimo latino aprico, e significa «raposeira; refastelar-se ou aquecer-se ao sol».
No que toca aos nomes comuns, sendo certo que os substantivos «tarambola» e «pildra» são de origem obscura, é sabido que as demais termos denominativos destas aves aludem à coloração dourada da sua plumagem.

## Subespécies
A espécie é monotípica (não são reconhecidas subespécies).

## Descrição
Trata-se de uma espécie de dimensões mais reduzidas do que a pluvialis squatarola, sua congénere, com a qual, por sinal, se parece. Sobressai pela coloração dourada da plumagem, com padrões de manchas castanhas mais escuras, pese embora, não possua quaisquer manchas negras nas axilas.
Tem um chamamento assobiado e monossilábico, ao arrepio do que sucede com a já mencionada tarambola-cinzenta, sua congénere, que tem um trinado trissilábico.

## Portugal
Trata-se duma espécie invernante em Portugal, que se presta a observada entre os meses de Outubro e Fevereiro. É especialmente comum na metade Sul do país, contando com comunidades de várias centenas em certas partes do Alentejo, ao passo que conta com comunidades mais modestas a Norte do país.
Prefere as courelas agricultadas e demais espaços abertos e sem árvores, como sejam terrenos em pousios e charnecas.